# Juan de Oñate
Juan de Salazar Oñate (1552 Nové Španělsko – 1626 tamtéž) byl španělský cestovatel, důstojník a první koloniální guvernér provincie Nové Španělsko a Nové Mexiko. Byl také zakladatelem nových osad na jihozápadním území dnešních Spojených států.
Jeho rodiče byli kolonisté a majitelé stříbrného dolu. Otec byl španělský baskický conquistador Cristóbal de Oñate, matka Doña Catalina Salazar y de la Cadena pocházela z rodiny židovských conversos. Svou kariéru začal jako bojovník proti indiánskému kmeni Čičiméků v severní oblasti Nového Španělska. Jeho manželka byla Isabel de Tolosa Cortés de Moctezuma, vnučka Hernána Cortése a pravnučka aztéckého císaře Moctezumy II.
V roce 1595 král Filip II. Španělský se rozhodl kolonizovat území podél severního břehu Rio Grande, která odděluje Mexiko od Spojených států, které objevil v letech 1540–1542 Francisco Vásquez de Coronado. Expedici zahájil v roce 1598. Znovu prozkoumal oblast ležící severně od španělského panství v Mexiku. Postupoval od Kalifornského zálivu k severovýchodu. Dne 30. dubna 1598 přebrodil řeku Rio Grande a postupoval k hornímu toku Kansasu. Tuto oblast nazval Nové Mexiko a připojil ji k španělskému panství při tom stejně jako Coronado se pokoušel najít legendární zemi Quiviru. Při zpáteční cestě sledoval řeku Colorado od Velkého kaňonu až po ústí.